# Arnau Cadell
Arnau Cadell, dit aussi Gatell ou Catell,, en latin Arnallus Catelli, est un sculpteur et maître d'œuvre actif en Catalogne à la fin du XIIe siècle et au début du XIIIe siècle, mort à Gérone.

## Biographie
A la tête d'un atelier itinérant, il est l'auteur du cloître et des chapiteaux du monastère bénédictin de Sant Cugat del Vallès, commencé vers 1190 ; il travaille également à la cathédrale de Gérone. On lui attribue également les portails de l'église Saint-Pierre à Santpedor et de la basilique Santa Maria de Manresa.
Les chapiteaux sculptés par Cadell pour le cloître de Sant Cugat sont de quatre types : avec des ornements végétaux (entrelacs, palmettes et pommes de pin) ; corinthiens ; figuratifs avec des scènes de la vie des moines, des représentations d'animaux fantastiques et d'oiseaux, des scènes de chasse ;  historiés avec des scènes de la Bible,. Le cloître, de plan carré, est rythmé par des arcs en plein cintre soutenus par 72 paires de colonnes ; il comporte au total 144 chapiteaux, dont 36 sont adossés aux piliers et aux contreforts, et sculptés sur trois faces seulement ; il a été construit en plusieurs années : les galeries à l'est, à l'ouest et au nord ont été achevées à la fin du XIIe siècle, aux alentours de 1190, celle du sud a été terminée au début du XIIIe siècle.
Arnau Cadell est le premier artiste catalan dont on connaisse le nom et le prénom. Son testament, établi à Gérone, daté du 13 octobre 1221 et signé "Arnallus Catelli", où il fait don de ses biens au monastère de Sant Cugat, est conservé aux archives diocésaines de Gérone.
Au monastère de Saint Cugat, figure une inscription en latin, sur un pilier au nord-est du cloître, qui accompagne un chapiteau où Cadell s'est représenté en train de sculpter un chapiteau corinthien :
Traduction : C'est le portrait du sculpteur Arnau Cadell, qui a bâti ce cloître pour la postérité.